# Strumica
Strumica ([ˈstrumit͡sa]ⓘ en macedonio: Струмица) es una ciudad de Macedonia del Norte. Strumica es un importante centro administrativo, cultural, industrial y comercial de Macedonia del Norte, siendo uno de sus principales centros turísticos. Se ubica a orillas del río Strumica, y su cercanía con Bulgaria ha permitido el desarrollo de un dialecto propio de la zona. Con 45.087 habitantes, es la décima ciudad más poblada del país, y la capital del municipio homónimo además de la Región del Sudeste.

## Historia
La actual zona donde se asienta Strumica ha estado ocupada desde el Neolítico. El primer asentamiento data del siglo V a. C., donde figuraba como una villa habitada por tracios. Tito Livio mencionó a la localidad por primera vez bajo el nombre de "Astraion". Strumica fue conquistada por los romanos en el año 181 (a. C.) y la renombraron como "Tiberiopolis".
Tras la caída del Imperio romano, la ciudad es entonces parte del Imperio bizantino, y los pueblos eslavos proveniente del norte de Europa invadieron la ciudad, rebautizándola como "Strumica"; que significa "pequeño Estrimón", nombre de un río búlgaro de la región.
La ciudad ocupada por los eslavos se enfrentó en varias ocasiones con en Imperio bizantino liderado por Basilio II, aunque posteriormente pasó a formar parte de los búlgaros tras la conquista de Samuel de Bulgaria en 1014.
Después de 1395, la ciudad pasó a formar parte del Imperio otomano. Fue renombrada como "Ustrumce", y la economía de la ciudad se basaba principalmente en el ganado. Después del Congreso de Berlín, la ciudad acoge a un gran número de refugiados turcos provenientes de las antiguas posesiones otomanas de los Balcanes, provenientes de Serbia o Bulgaria.
Durante la primera guerra de los Balcanes en 1912, los serbios, búlgaros y griegos expulsaron definitivamente a los turcos de Macedonia. Strumica, que por aquel entonces pertenecía a los otomanos, fue anexionada a Bulgaria en 1913 y al Reino de Serbia tras la Primera Guerra Mundial.
Strumica fue invadida de nuevo en 1941, esta vez por la Alemania Nazi, que rápidamente estableció el fascismo en Bulgaria. La resistencia comunista y los "partisanos" liberan la ciudad el 5 de noviembre de 1944. Pasa a pertenecer a Yugoslavia hasta la independencia de la anteriormente conocida como Antigua República Yugoslava de Macedonia en 1991.

## Deporte

### Fútbol

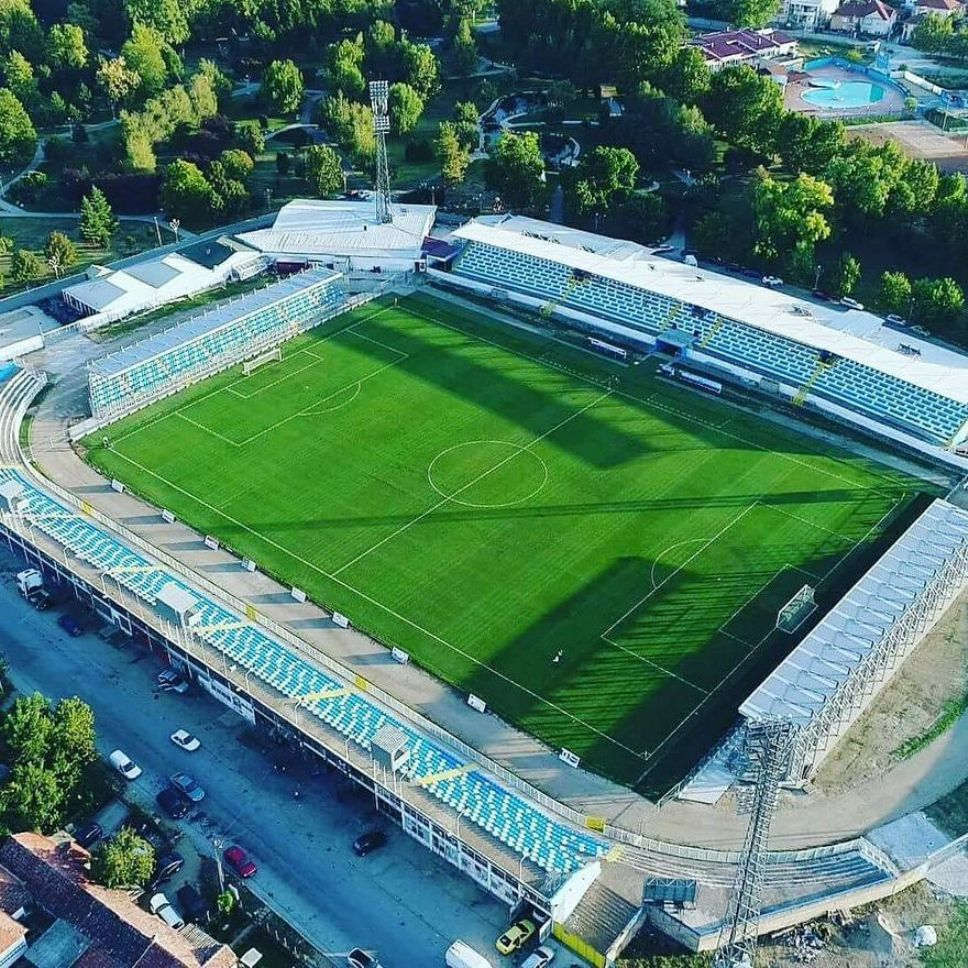
Estadio de Blagoj Istatov

Hay pocos clubes de fútbol importantes. En 2017, el Akademija Pandev estuvo en la división de élite de la Primera Liga de Macedonia del Norte. FK Horizont Turnovo juega en la Segunda Liga de Macedonia del Norte, mientras que FK Belasica juega en Segunda y FK Tiverija en Tercera.
También el equipo femenino del FK Tiverija juega en primera división.

### Baloncesto
Los dos primeros clubes de la Macedonia del Norte independiente fueron Makedonija 91 y Nemetali Ograzden. Dos clubes de baloncesto entrenan y juegan en Strumica después de la reorganización de KK Strumica 2005: KK Aba y KK Milenium. En estos días, solo un club está en la Segunda División de Baloncesto de Macedonia del Norte: el KK Strumica.